# Iglesia de Santiago el Mayor (Bocholtz)
La Iglesia de Santiago el Mayor (en neerlandés: Jacobus de Meerderekerk) 
es una iglesia católica que se encuentra en la Pastoor Neujeanstraat 6 en Bocholtz, Países Bajos. Mencionada por primera vez en el siglo XIV, la iglesia actual fue construida en 1869 por Pierre Cuypers. Fue ampliada por Harry Koene en 1953, con la creación de un coro más grande, y la adición de un ábside y la sacristía. El edificio ha estado en uso continuo como parroquia para el santo parroquial de Bocholtz Santiago el Mayor desde 1873. La iglesia posee una reliquia del papa Cornelio, que fue objeto de una peregrinación anual durante principios y mediados del siglo XX, y fue catalogada como un monumento nacional en 1967.
La primera mención de una capilla en Bocholtz data de 1373, que era parte de la parroquia de Simpelveld en la diócesis de Lieja.